# セヴェロドヴィンスク

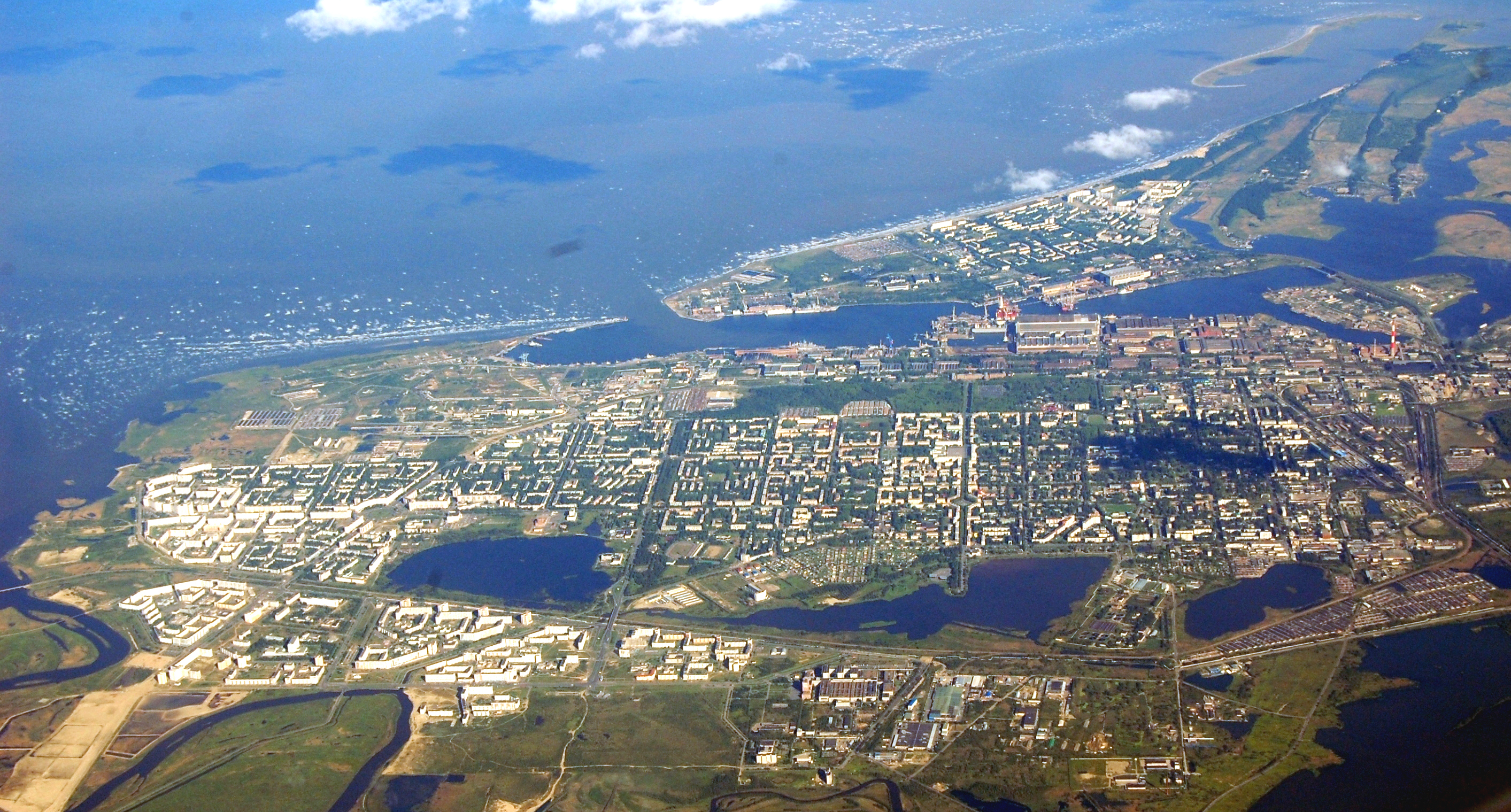

セヴェロドヴィンスク（ロシア語: Северодви́нск, ラテン文字転写: Severodvinsk ロシア語発音: [sʲɪvʲɪrɐdˈvʲinsk]）はロシア連邦アルハンゲリスク州の都市。人口は15万7213人（2021年）。
白海の沿岸、北ドヴィナ川の河口に位置する。州都アルハンゲリスクから西に35 km。

## 概要
1936年に集落スドストロイ（Судострой）がここにつくられたのを端緒とする。1938年には都市として登録され、革命家ヴャチェスラフ・モロトフに因んでモロトフスクと名づけられた。1957年にセヴェロドヴィンスクと改称された。
ロシア帝国海軍を創設したピョートル1世によって初めて造船所が設営された地であり、セヴマシュなどの潜水艦の工廠や、北方艦隊の原子力潜水艦基地をもつ重要な港都である。この由来により、ロシア海軍の最大級原子力潜水艦に「セヴェロドヴィンスク」の名称が付けられている。

## 友好姉妹都市
- ティラスポリ、沿ドニエストル
- ブリャンスク、ロシア
- マズィル、ベラルーシ
- スームィ、ウクライナ
- ポーツマス、アメリカ合衆国